# Rivière Noire (rivière Prévost-Gilbert)
Pour les articles homonymes, voir Rivière Noire.
La rivière Noire est un affluent de la rive sud de la rivière Prévost-Gilbert laquelle se déverse sur la rive ouest du Bras Saint-Victor ; ce dernier se déverse à son tour sur la rive ouest de la rivière Chaudière ; cette dernière coule vers le nord pour se déverser sur la rive sud du fleuve Saint-Laurent. Elle coule dans les municipalités de Adstock (secteur Sainte-Méthode-de-Frontenac et secteur Sacré-Cœur-de-Marie-Partie-Sud) et de Sainte-Clotilde-de-Beauce, dans la municipalité régionale de comté (MRC) de Les Appalaches, dans la région administrative de Chaudière-Appalaches, au Québec, au Canada.

## Géographie
Les principaux bassins versants voisins de la rivière Noire sont :
- côté nord : rivière Prévost-Gilbert, rivière Nadeau ;
- côté est : rivière Prévost-Gilbert, Bras Saint-Victor, ruisseau Giguère-Fortin, rivière Chaudière ;
- côté sud : Bras Fortin-Dupuis, ruisseau Tardif-Bizier, rivière Muskrat ;
- côté ouest : rivière Palmer Est, rivière Whetstone[2].

La rivière Noire prend sa source dans le Petit 13e rang dans la partie nord de la municipalité de Adstock (secteur Sainte-Méthode-de-Frontenac), au sud du sommet de la montagne Le Grand Morne (altitude : 594 m), à l'ouest d'un sommet (altitude : 519 m), à l'ouest du centre du village de Sainte-Clotilde-de-Beauce, au sud-est du centre du village de Saint-Cœur-de-Marie-Partie-Sud de Adstock.
À partir de sa source, la rivière Noire coule sur environ 6 km répartis selon les segments suivants :
- vers le nord, jusqu'à la limite entre Adstock (secteur Sainte-Méthode-de-Frontenac) et Saint-Cœur-de-Marie-Partie-Sud de Adstock ;
- vers le nord-est, jusqu'à la limite municipale de Sainte-Clotilde-de-Beauce ;
- vers le nord-est, en passant au sud du mont Le Grand Morne, jusqu'à sa confluence[2].

La rivière Noire coule dans une vallée encavée. Elle se déverse sur la rive droite de la rivière Prévost-Gilbert dans la municipalité de Sainte-Clotilde-de-Beauce. La confluence de la rivière Noire est située au sud-ouest de la route 271, au nord-ouest du sommet du mont de la Sucrerie et au nord-ouest du centre du village de Sainte-Clotilde-de-Beauce. 

## Toponymie
Le toponyme rivière Noire a été officialisé le 17 août 1978 à la Commission de toponymie du Québec.